# Jevhen Tkačuk
Jevhen Olehovyč Tkačuk (in ucraino Євген Олегович Ткачук?; Zaporižžja, 27 giugno 1991) è un calciatore ucraino, difensore del Metalist 1925.

## Carriera

### Club
Ha giocato nella prima divisione ucraina ed in quella kazaka.

### Nazionale
Ha giocato nella nazionale ucraina Under-21.